# 이언 로버트슨
이언 로버트슨(영어: Iain Robertson, 1981년 5월 27일 ~ )은 영국의 배우이다.
글래스고에서 태어났다.

## 영화
- 컨트랙터 (2007년)
- 원초적 본능 2 (2006년)
- 밴드 오브 브라더스 (2001년) - Pvt. 조지 스미스 역
- 승부 (1999년)
- 젠틀맨 하이웨이맨 (1999년)
- 스몰 페이스 (1996년)